# 祝作利
祝作利（1955年1月—），河南夏邑人；西北大学政治经济学专业毕业，西北工业大学工程硕士学位。1986年7月加入中国共产党。曾任政协陕西省第十一届委员会副主席，中共陕西省委副秘书长，省发展和改革委员会主任等职。2014年2月，因涉嫌严重违纪违法，目前正接受中共组织调查。2月20日，中央決定免去其職務；8月6日被双开，移送司法机关。2015年7月7日，河北省廊坊中院一审开庭审理祝作利受贿案，他被控受贿854.54万人民币。11月19日，廊坊中院一审宣判，祝作利因犯受贿罪判处有期徒刑11年，并处没收个人财产人民币50万元，对其受贿所得财物及孳息予以追缴，上缴国库。他当庭表示服从判决，不上诉。

## 早年经历
1973年9月，祝作利在家乡夏邑县刘娄中学任教；1976年8月到陕西西安市长安县郭杜公社插队劳动；1977年4月，进入西安市混凝制品厂当工人。高考制度恢复后，于1978年考入西北大学经济系学习。

## 仕途
1982年，大学毕业的祝作利，被分配到陕西省人民政府省直机关工委工作；一年后，调省经济贸易委员会。此后，一直在政府宏观经济管理部门工作；曾历任省经贸委综合处干事，调研室副主任、主任，政策法规组组长，企业处处长；2000年7月，升任省经济体制改革委员会办公室副主任；2001年6月，任省发展计划委员会副主任。
2002年12月，祝作利转任中共陕西省委副秘书长；期间，在西北工业大学工业工程专业学习，获工程硕士学位。2006年3月，出任省发展和改革委员会副主任； 2008年3月，晋升省发改委主任、党组书记；2013年1月，当选政协陕西省第十一届委员会副主席。